# PLOS Pathogens
PLOS Pathogens (do 2012 r. PLoS Pathogens) – recenzowane czasopismo naukowe, publikujące na zasadach wolnej licencji prace naukowe z dziedziny mikrobiologii, w szczególności mikrobiologii patogenów. Czasopismo publikuje prace dotyczące m.in. odporności, zwalczaniu patogenów, nowych patogenów, ewolucji, genomiki i regulacji genów oraz biologii komórki związanych z patogenami, organizmom modelowym w badaniu patogenów, a także patogenezy, prionów, proteomiki i przekazywaniu sygnałów, tworzeniu szczepionek, biologii strukturalnej i czynników wirulentnych oraz interakcji patogen-gospodarz. Główna siedziba redakcji czasopisma mieści się w Stanach Zjednoczonych, a czasopismo publikowane jest w języku angielskim.
Czasopismo wydaje organizacja non-profit Public Library of Science (PLOS), która zajmuje się publikacją treści naukowych na zasadzie otwartego dostępu. Wszystkie treści w czasopiśmie publikowane są na licencji Creative Commons w wersji 2.5 z uznaniem autorstwa (CC-BY-2.5), oznaczanej skrótowo na stronie czasopisma jako CCAL. By pokryć wydatki związane z utrzymaniem czasopisma, w większości przypadków pobiera się opłaty od autorów artykułów.
W roku 2013 impact factor czasopisma wyniósł 8,057.